# Универзитет Фордам
Универзитет Фордам (енгл. Fordham University) је приватни универзитет у Њујорку. Основан 1841. године и назван по четврти Фордам у Бронксу у којој се налазио првобитни кампус, најстарији је католички и језуитски универзитет на североистоку САД и трећи по старости у држави Њујорк.

## Истакнути алумнисти
- Лана дел Реј, певачица
- Доналд Трамп, политичар

## Галерија
- Седиште управе
- Црква
- Студентски дом
- Правни факултет